# Satnik
Satnik ili stotnik[nedostaje izvor] je časnički vojni čin koji se u velikom broju vojski drugih zemalja označuje kao kapetan (i u JNA). Satnik je najviši čin u hijerarhiji nižih časničkih činova u Hrvatskoj vojsci, tik ispod bojnika koji je već viši časnički čin, a iznad natporučnika. U Hrvatskoj ratnoj mornarici odgovara mu čin poručnika bojnog broda.

## Vanjske poveznice
- Satnik Hrvatska enciklopedija, pristupljeno 8.3.2016. (hrv.)